# Phlox (Star Trek)
Doktor Phlox - fikcyjna postać, bohater serialu Star Trek: Enterprise. Jest przedstawicielem rasy Denobulan, na statku Enterprise pełni rolę pokładowego lekarza. Gra go John Billingsley